# Синајска шумска сова
Синајска шумска сова (лат. Strix butleri) врста је сове из породице правих сова. Живи у Оману и претпоставља се да је то једина птица ендемична за подручје ове државе.

## Оригинално откриће
Холотип синајске шумске сове сакупљен је од стране орнитолога Едварда Артура Батлера. Батлер је, прикупивши податке о овој врсти, послао исте Алану Октавијану Хјуму, који је 1878. године описао холотип назвавши га Хјумова сова, а у част Батлера научно име сове садржи његово име.
Касније су на Средњем истоку виђане, чувене и сакупљане сличне сове за које се претпостављало да представљају ову врсту, међутим од 2015. године оне се сврставају у нову, засебну врсту која носи назив пустињска шумска сова.
Године 2013. наводно је откривена нова врста сове из породице Strix у Оману. Названа је Strix omanensis, а била је описана само на основу фотографија и забележених дозивања, без икаквог примерка или генетичког узорка. Две године касније, када је велики број примерака врсте Strix butleri био рекатегоризован у Strix hadorami, дошло се до закључка да Strix omanensis највероватније представља синоним за Strix butleri пошто имају готово идентичан холотип.

## Опис
ставља ову врсту сове на списак последње бриге. Међутим, ова класификација извршена је пре таксономских промена, тако да данас она вероватно више погодује пустињској шумској сови. IUCN-ова процена врсте Strix omanensis (која се данас сматра синонимом синајске шумске сове) каже да су „подаци непотпуни”.
Синајска шумска сова има изузетно дуге ноге и наранџасте очи - карактеристике које нису уобичајене за врсте рода Strix. Има двобојан блед и таман сив фацијални диск, таман сивкасто-браон горњи део тела, блед доњи део тела са дугим, уским вертикалним тамним пругама и прошарана крила и реп. Живи на високим каменитим литицама.